# Regional District of Nanaimo
Der Regional District of Nanaimo (RDN) ist ein Bezirk in der kanadischen Provinz British Columbia. Er liegt an der Ostküste von Vancouver Island, ist 2.038,04 km² groß und zählt 155.698 Einwohner (2016). Beim Zensus 2011 wurden nur 146.574 Einwohner ermittelt. Hauptort ist Nanaimo.
Der Bezirk wurde am 24. August 1967 gegründet.
Der Bezirk umfasst auch Teile des Biosphärenreservates Mount Arrowsmith.

## Administrative Gliederung

### Städte und Gemeinden
| Ort            | Status                | Bevölkerung |
| Lantzville     | District municipality | 3.605       |
| Nanaimo        | City                  | 90.504      |
| Parksville     | City                  | 12.514      |
| Qualicum Beach | Town                  | 8.943       |

### Gemeindefreie Gebiete
- Nanaimo A
- Nanaimo B
- Nanaimo C
- Nanaimo D
- Nanaimo E
- Nanaimo F
- Nanaimo G
- Nanaimo H